# یاسمانی لوگو کابریرا
یاسمانی لوگو کابریرا ورزشکار مرد رشتهٔ کشتی فرنگی متولد ۲۴ ژانویهٔ ۱۹۹۰ در کشور کوبا است. 

## المپیک ۲۰۱۶ ریو

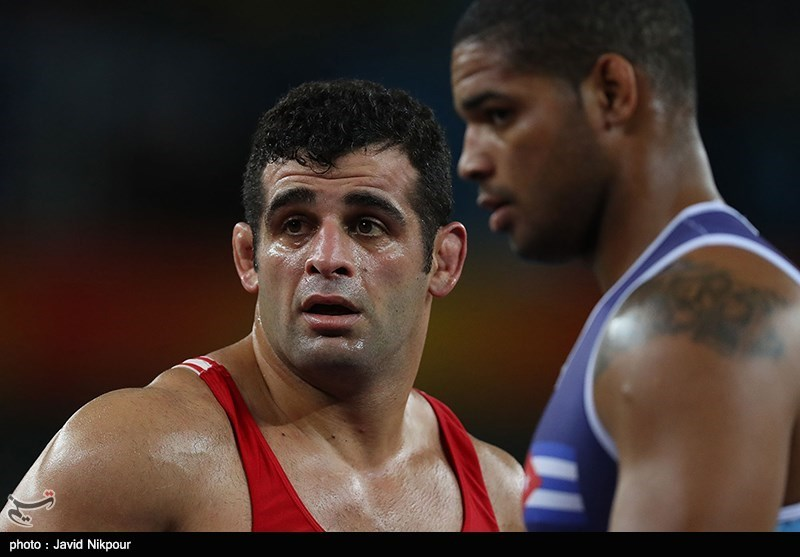
یاسمانی لوگو کابریرا در مقابل قاسم رضایی از تیم ملی کشتی ایران

کابریرا در سال ۲۰۱۶ میلادی در المپیک ریو در وزن ۹۸ کیلو حاضر بود که دی ژیائو از چین، قاسم رضایی از ایران و فردریک شوئن از سوئد را شکست داد و به مرحله فینال رسید. در مرحله نهایی از آرتور الکسانیان ارمنی شکست خورد و به مدال نقره رسید.